# 黑多利納
46°31′44″N 33°28′19″E / 46.52889°N 33.47194°E
黑多利納（羅馬化：Chorna Dolyna）是位於烏克蘭南部的村莊，由赫爾松州卡霍夫卡區的恰普林卡市鎮負責管轄。該村始建於1827年，面積10平方公里，海拔高度37米，2001年人口22，人口密度每平方公里2.2人。